# 久保田洋史
久保田 洋史（くぼた ひろし、1949年2月11日 - ）は、元日産自動車の自動車クラブのひとつPMC・Sに所属していたアマチュアドライバー。神奈川県出身。スカイライン2000GT-Rのドライバーとして知られる。
GT-R50勝にも大きく貢献、もう少しでワークス入りというところで、家業のためレース活動から引退。
多くの人から「伝説のプライベーター」と呼ばれた。

## 経歴
免許取得と同時にスカイラインGT(S54B)でジムカーナに出場するなど、モータースポーツを志す。
久保田のスカイラインは燃料タンクを少量の物に変更したり、走りに不要な装備を取っ払ったり徹底した軽量化が施されていたが、それゆえ街乗りにまったく適していなかった。
その後スカイラインGT-Rでプライベーターとしてレースに参戦。健闘する。しかし苦労話も絶えない。
活躍が日産の目にとまり、レースで車を壊したりすると、日産からボディが届いた。
久保田は「到着した車は前が浮いていて変だった。降ろしてみたらエンジンが載ってない。日産もケチだなと思った」と話している。また、スカイラインGT-Rが2ドアになるとボディが届き、今まで乗っていた4ドアからエンジンその他を移植した。
当時のPMCS担当メカニックの青木輝久（現プラスワンアオキ代表）は「プロペラシャフトの長さが違っただけ」と語る。
プライベーターだけにタイヤ入手も悩みだった。ワークスのテストで使われたタイヤの周りでウロウロすると「久保田さん、持って行きなさい」と声が掛かり、それを使用した。間もなくタイヤメーカーがスポンサーにつく。
1970年5月の「全日本鈴鹿1000キロレース」では、70年当時のGT-Rプライベーターの雄、箕輪眞治と組み、総合2位、クラス優勝を果たした。
1971年からはマツダのロータリー軍団との争いが激化したことに伴って大きなレースにも出る機会が増え、同年9月4日の「富士GCシリーズ富士インター200マイルレース」においてワークスGT-R2台を従えての優勝を飾っている。又この年には、「レース・ド・ニッポン6時間」（4月10日）や「全日本鈴鹿1000キロレース」（5月15日）、「富士1000キロレース」（7月25日）といった耐久レースに、ニッサン大森ワークスドライバー田村三夫や鈴木誠一をコ・ドライバーとして組み自車で戦っている。
1972年10月のレースを最後にワークスGT-Rが撤退した後もGT-Rでレースに出場し続け、1973年7月28日の「全日本富士1000Kmレース」では正谷栄邦と組んで5位入賞を獲得している（クラス優勝）。当時の当レースを紹介した雑誌記事には、次のようにと記されている。<quote>「レース中盤雨脚が強くなり、二台の日産車が躍進した。一台はワークスで唯一生き残っている歳森康師の240Z、そしてもう一台は久保田洋史が駆るオールド・スカイラインGT-Rだ。二台はトップを大幅に上回るペースで狂ったように走り回った。久保田のGT-Rはストレートで左右に振られながらも独特の甲高いエグゾーストノートを撒き散らしながら他車をごぼう抜きして行った。久保田は歳森の240Zをも抜き去り、全盛を過ぎたGT-Rを猛雨の中に復活させた。」</quote>（久保田自身も、当レースは思い出深い一戦であったと後に語っている）。
また、同年10月10日開催の「富士GCシリーズ富士マスターズ250㌔レース」では、サニーエクセレントを駆り、トヨタワークスが誇るテクニシャン蟹江光正及び久木留博之のセリカ1600GTを撃破しクラス優勝を果たした。久保田最後のGT-R出場レースは窪寺泰昌と組みクラス優勝（総合6位）した、同年11月に行われた「富士ツーリストトロフィーパンナム500マイルレース」。引退レースの「'74富士ツーリング・チャンピオン・レース」（1974年3月）では、サニーエクセレントにて優勝を飾った。
2015年2月開催の1/24スケール・スロットカーレース「ゴールドスタードライバーKW（カーヴェー）チャレンジ」に出場、富士モータースポーツクラブ（FMC）の福士克二初代代表ほか鮒子田寛、寺田陽次郎、高橋晴邦、関谷正徳はじめ往年の名選手と旧交を温めた。

## 戦績

### 全日本ドライバー選手権
| 年     | チーム | 使用車両               | クラス | 1       | 2     | 3     | 4     | 5   | 6   | 7   | 順位 | ポイント |
| ------ | ------ | ---------------------- | ------ | ------- | ----- | ----- | ----- | --- | --- | --- | ---- | -------- |
| 1970年 | PMC・S | 日産・スカイラインGT-R | T-Ⅱ    | SUZ     | SUZ   | FSW 2 | TSU   | SUZ |     |     |      |          |
| 1971年 | PMC・S | 日産・スカイラインGT-R | T-Ⅱ    | SUZ 3   | SUZ   | FSW 3 | TSU   | TSU | SUZ |     |      |          |
| 1972年 | PMC・S | 日産・スカイラインGT-R | T-Ⅱ    | SUZ Ret | SUZ 3 | SUZ   | FSW 2 | SUZ | SUZ | FSW |      |          |

### FL500
| 年     | チーム | 使用車両       | 1   | 2   | 3   | 4     | 5       | 6   | 7   | 順位 | ポイント |
| ------ | ------ | -------------- | --- | --- | --- | ----- | ------- | --- | --- | ---- | -------- |
| 1972年 |        | ファルコン・72 | SUZ | SUZ | SUZ | FSW 2 | SUZ DNS | SUZ | FSW |      |          |

### 鈴鹿1000km
| 年     | チーム                             | コ・ドライバー | 使用車両               | クラス | 周回 | 総合順位 | クラス順位 |
| ------ | ---------------------------------- | -------------- | ---------------------- | ------ | ---- | -------- | ---------- |
| 1970年 | プリンスモータリストクラブスポーツ | 箕輪慎治       | 日産・スカイラインGT-R | T-Ⅱ    | 166  | 2位      | 1位        |
| 1971年 | プリンスモータリストクラブスポーツ | 田村三夫       | 日産・スカイラインGT-R | T-Ⅱ    | 20   | DNF      | DNF        |

### 富士1000km
| 年     | チーム                             | コ・ドライバー | 使用車両               | クラス | 周回 | 総合順位 | クラス順位 |
| ------ | ---------------------------------- | -------------- | ---------------------- | ------ | ---- | -------- | ---------- |
| 1970年 | プリンスモータリストクラブスポーツ | 大塚光博       | 日産・スカイラインGT-R | TS-Ⅲ   | 218  | 5位      | 3位        |
| 1971年 | プリンスモータリストクラブスポーツ | 鈴木誠一       | 日産・スカイラインGT-R | TS-Ⅲ   | 160  | 6位      | 2位        |
| 1972年 | プリンスモータリストクラブスポーツ | 杉崎直司       | 日産・スカイラインGT-R | TS-Ⅲ   | 24   | DSQ      | DSQ        |
| 1973年 | プリンスモータリストクラブスポーツ | 正谷栄邦       | 日産・スカイラインGT-R | TS-Ⅲ   | 136  | 5位      | 1位        |